# Диференційний біном
В математичному аналізі диференціальним біномом або біноміальним диференціалом називається диференціал виду
{\displaystyle I=x^{m}(a+bx^{n})^{p}\;dx,}
де a, b — дійсні числа, a m, n, p — раціональні числа.

## Властивості

### Виразність у елементарних функціях
Диференційний біном виражається в елементарних функціях тільки в трьох випадках:
- {\displaystyle p} — ціле число. Використовується підстановка {\displaystyle x=t^{k}}, {\displaystyle k} — спільний знаменник дробів {\displaystyle m} и {\displaystyle n};
- {\displaystyle {\frac {m+1}{n}}} — ціле число. Використовується підстановка {\displaystyle a+bx^{n}=t^{s}};
- {\displaystyle p+{\frac {m+1}{n}}} — ціле число. Використовується підстановка {\displaystyle ax^{-n}+b=t^{s}}, {\displaystyle s} — знаменник дробу {\displaystyle p}.

### Зв'язок з бета-функцією і гіпергеометричною функцією
Диференційний біном виражається через неповну бета-функцію:
{\displaystyle I={\frac {1}{n}}a^{(m+1)/n+p}b^{-(m+1)/n}B_{y}\left({\frac {m+1}{n}},p-1\right),}
де {\displaystyle y={\frac {b}{a}}x^{n}}, а також через гіпергеометричну функцію:
{\displaystyle I={\frac {1}{1+m}}a^{(m+1)/n+p}b^{-(m+1)/n}y^{(m+1)/n}{}_{2}F_{1}\left({\frac {m+1}{n}},2-p;1+{\frac {m+1}{n}};y\right).}

## Історія
Випадки виразності диференціального бінома в елементарних функціях були відомі ще Леонарду Ейлеру. Однак, невиразність диференціального бінома в елементарних функціях у всіх інших випадках була доведена П. Чебишевим в 1853 році.